# Arkology
Az Arkology egy három lemezes válogatás Lee "Scratch" Perry műveiből.

## Számok

### I. lemez
1. Lee Perry & The Upsetters – Dub Revolution (Part 1)
2. Max Romeo – One Step Forward
3. The Upsetters – One Step Dub
4. Devon Irons – Vampire
5. The Upsetters – Vampire Dub
6. The Heptones – Sufferer's Time
7. The Upsetters – Sufferer's Dub
8. Junior Dread – Sufferer's Heights
9. The Congos – Don't Blame On I
10. The Meditations – Much Smarter
11. The Upsetters – Much Smarter Dub
12. The Meditations – Life Is Not Easy
13. The Upsetters – Life Is Not Easy Dub
14. Junior Murvin – Tedious
15. Max Romeo – War In A Babylon
16. The Upsetters – Revelation Dub
17. The Heptones & Jah Lion – Mr. President
18. Max Romeo – Chase The Devil

### II. lemez
1. Lee Perry – Dreadlocks In Moonlight
2. Mikey Dread – Dread At The Mantrols
3. Errol Walker – In These Times
4. The Upsetters – In These Times Dub
5. Max Romeo & Jah Lion – Norman (Extended Domino Mix)
6. Junior Murvin – Police And Thieves
7. Glen Dacosta – Magic Touch
8. Jah Lion – Soldier & Police War
9. The Upsetters – Grumblin' Dub
10. Junior Murvin – Bad Weed
11. Errol Walker – John Public
12. Enos Barnes & Errol Walker – John Public Version
13. Junior Murvin & Dillinger – Roots Train
14. The Meditations – No Peace
15. The Upsetters – No Peace Dub
16. Raphael Green & Dr. Alimantado – Rasta Train
17. The Upsetters – Party Time (Part 2)

### III. lemez
1. Augustus Pablo meets The Upsetter – Vibrate On
2. The Upsetters – Vibrator
3. The Upsetters – Bird In Hand
4. The Congos – Congoman
5. The Upsetters & Full Experience – Dyon Anasawa
6. The Upsetters & Dillinger – Rastaman Shuffle
7. The Heptones & Lee Perry – Why Must I Version
8. The Heptones – Make Up Your Mind
9. Upsetter Revue ft  Junior Murvin – Closer Together
10. Keith Rowe – Groovy Situation
11. The Upsetters – Groovy Dub
12. George Faith – To Be A Lover
13. Lee Perry – Soul Fire
14. Lee Perry – Curly Locks
15. The Congos – Feast Of The Passover
16. Lee Perry – Roast Fish And Cornbread
17. The Upsetters – Corn Fish Dub